# Минино (Рыбинский район)
В Ярославской области есть ещё три деревни с таким названием, одна в Любимском и две в Некрасовском районах.
Минино — деревня в Погорельском сельском округе Глебовского сельского поселения Рыбинского района Ярославской области.
Деревня расположена на небольшом расстоянии к западу от автомобильной дороги из центра сельского поселения Глебово на Ларионово. Северо-восточнее с противоположной стороны от этой дороги стоит деревня Калита. Просёлочная дорога к юго-западу ведёт от автомобильной дороги через Минино к деревне Коровниково, далее Ягодино, Мухино и Копринскому заливу Рыбинского водохранилища.
Деревня Минина указана на плане Генерального межевания Рыбинского уезда 1792 года. На плане деревня стоит на правом берегу Мухинского ручья, который в то время видимо был весьма протяжённым, исток около деревни Горели.
На 1 января 2007 года в деревне числилось 5 постоянных жителей. Деревню обслуживает почтовое отделение, расположенное в центре сельского округа, селе Погорелка.